# C-HTML
 (août 2019).
Si vous disposez d'ouvrages ou d'articles de référence ou si vous connaissez des sites web de qualité traitant du thème abordé ici, merci de compléter l'article en donnant les références utiles à sa vérifiabilité et en les liant à la section « Notes et références ».
C-HTML (pour Compact HTML) est un langage dérivé de l'HTML qui fonctionne sur DoCoMo's i-mode (voir Téléphonie mobile). C-HTML propose plusieurs fonctionnalités non disponibles dans l'HTML standard avec notamment les clés d'accès, les raccourcis vers les numéros de téléphone pour les liens…
Le C-HTML a été développé par ACCESS et de grands fabricants japonais de la téléphonie en 1998 et est une alternative au WML et XHTML Basic. Il est considéré comme supérieur par certaines personnes[Qui ?] étant compatible avec l'HTML, permettant ainsi aux sites webs en C-HTML d'être visualisés par un navigateur habituel. De plus, le langage a été créé à l'aide de standards en matière d'outil Internet et un minimum de travail post-process et de validation.
Par ailleurs, le C-HTML ne possède pas la structure de carte (balise <card>) de WML, considérée comme peu commode par certains[Qui ?].